# Minisat 01
Minisat 01 era un satellite spagnolo. È stato il primo satellite lanciato con successo dal territorio della Spagna.
Il satellite è stato sviluppato dall'INTA nell'ambito del Programma Minisat, che prevedeva lo sviluppo di quattro piccoli satelliti per sviluppare le capacità della nazione nella realizzazione e gestione di satelliti artificiali. In seguito il progetto è stato ridimensionato ed è stato lanciato solo il primo dei satelliti previsti. Precedentemente la Spagna aveva lanciato il satellite INTASAT, messo in orbita dalla base di lancio di Vandenberg nel territorio statunitense.
Minisat 01, con una massa al lancio di 200 Kg, è stato costruito da CASA su progetto dell'INTA. Il lancio è stato effettuato il 21 aprile 1997 con un razzo vettore Pegasus XL lanciato da un aereo Stargazer decollato dalla base aerea di Gando nelle Isole Canarie. Il satellite, destinato all'osservazione dell'ambiente spaziale vicino alla Terra e alla realizzazione di esperimenti scientifici in condizioni di microgravità, aveva a bordo tre strumenti scientifici e un dimostratore tecnologico, cioè: uno spettrografo nell'ultravioletto/visibile per lo studio della radiazione solare diffusa, un rilevatore di raggi gamma a bassa energia, una colonna per ponte liquido per esperimenti sulla meccanica dei fluidi in microgravità e un dimostratore tecnologico di regolazione di velocità. Nel corso della sua vita operativa, durata cinque anni, il satellite è stato gestito direttamente dall'INTA tramite la stazione di rilevamento di Maspalomas nelle Canarie. 
Il satellite è rientrato nell'atmosfera il 14 febbraio 2002.